# Armée secrète
Die Armée secrète (französisch für Geheimarmee) war eine Gruppierung der französischen Résistance während des Zweiten Weltkriegs. Sie ist nicht zu verwechseln mit der Organisation de l’armée secrète (OAS), einer französischen Untergrundbewegung während der Endphase des Algerienkriegs.
Gegründet 1942 von Jean Moulin, entstand die Armée secrète aus der zusammenfassenden Verbindung folgender Résistance-Gruppen:
- Combat
- Libération Sud
- Franc-Tireur

Die Aktivitäten konzentrierten sich auf die Region Rhône-Alpes und das Zentralmassiv im Süden Frankreichs.
1944 bildete sie gemeinsam mit der Organisation de résistance de l’armée (ORA) und den Francs-tireurs et partisans (FTPF) die Forces françaises de l’intérieur (FFI).